# Liste der altägyptischen Könige (Josephus)
Die Liste der altägyptischen Könige (auch Liste der altägyptischen Pharaonen) nennt die ägyptischen Könige (Pharaonen). Die Abschriften enthalten keine Dynastieaufteilung. Die in diesem Artikel vorgenommene Unterteilung erfolgte aus organisatorischen Gründen.

## Überlieferung
Die Grundlage bildet die von Manetho (ca. 3. Jahrhundert v. Chr.) erstellte Schrift Aegyptiaca. Die Angaben dieser Schrift wurden von Flavius Josephus (ca. 37–100 n. Chr.) in seiner Schrift Über die Ursprünglichkeit des Judentums übernommen.
Eine umfassende chronologische Aufstellung, die alle altägyptischen Könige nennt, nahm Josephus nicht vor, da es ihm in erster Linie auf den Abstammungsnachweis der Israeliten ankam. Josephus setzte sie als „Hirtenkönige“ mit den Hyksos gleich, obwohl in den ursprünglichen manethonischen Aufzeichnungen diese Erwähnungen mit Sicherheit nicht vorhanden waren.
Die Königschronik von Eusebius von Caesarea (A) entstand im 4. Jahrhundert n. Chr. auf Basis der Überlieferungen des Hieronymus (347–420 n. Chr.). Anfang des 9. Jahrhunderts n. Chr. übersetzte Georgios Synkellos diese manethonische Fassung.
Die armenische Version (B) entstand zwischen dem 6. und 8. Jahrhundert n. Chr. auf Basis der Überlieferungen des Eusebius von Caesarea. Anfang des 9. Jahrhunderts n. Chr. übersetzte Georgios Synkellos diese manethonische Fassung.
Geschichtsschreibung:
| Manetho Aegyptiaca (drei Bücher) | Manetho Aegyptiaca (drei Bücher) | Manetho Aegyptiaca (drei Bücher) | Manetho Aegyptiaca (drei Bücher) | Manetho Aegyptiaca (drei Bücher)                            | Manetho Aegyptiaca (drei Bücher)                            |                                                             |                                                             | Textveränderungen durch pro- und anti-jüdische Schreiber sowie durch jüdische Historiker | Textveränderungen durch pro- und anti-jüdische Schreiber sowie durch jüdische Historiker | Textveränderungen durch pro- und anti-jüdische Schreiber sowie durch jüdische Historiker | Textveränderungen durch pro- und anti-jüdische Schreiber sowie durch jüdische Historiker | Textveränderungen durch pro- und anti-jüdische Schreiber sowie durch jüdische Historiker | Textveränderungen durch pro- und anti-jüdische Schreiber sowie durch jüdische Historiker |                                                                                     |                                                                                     | Flavius Josephus „Contra Apionem“ (1. Jahrhundert n. Chr.)                          | Flavius Josephus „Contra Apionem“ (1. Jahrhundert n. Chr.)                          | Flavius Josephus „Contra Apionem“ (1. Jahrhundert n. Chr.) | Flavius Josephus „Contra Apionem“ (1. Jahrhundert n. Chr.) | Flavius Josephus „Contra Apionem“ (1. Jahrhundert n. Chr.) | Flavius Josephus „Contra Apionem“ (1. Jahrhundert n. Chr.) |
| Manetho Aegyptiaca (drei Bücher) | Manetho Aegyptiaca (drei Bücher) | Manetho Aegyptiaca (drei Bücher) | Manetho Aegyptiaca (drei Bücher) | Manetho Aegyptiaca (drei Bücher)                            | Manetho Aegyptiaca (drei Bücher)                            |                                                             |                                                             | Textveränderungen durch pro- und anti-jüdische Schreiber sowie durch jüdische Historiker | Textveränderungen durch pro- und anti-jüdische Schreiber sowie durch jüdische Historiker | Textveränderungen durch pro- und anti-jüdische Schreiber sowie durch jüdische Historiker | Textveränderungen durch pro- und anti-jüdische Schreiber sowie durch jüdische Historiker | Textveränderungen durch pro- und anti-jüdische Schreiber sowie durch jüdische Historiker | Textveränderungen durch pro- und anti-jüdische Schreiber sowie durch jüdische Historiker |                                                                                     |                                                                                     | Flavius Josephus „Contra Apionem“ (1. Jahrhundert n. Chr.)                          | Flavius Josephus „Contra Apionem“ (1. Jahrhundert n. Chr.)                          | Flavius Josephus „Contra Apionem“ (1. Jahrhundert n. Chr.) | Flavius Josephus „Contra Apionem“ (1. Jahrhundert n. Chr.) | Flavius Josephus „Contra Apionem“ (1. Jahrhundert n. Chr.) | Flavius Josephus „Contra Apionem“ (1. Jahrhundert n. Chr.) |
|                                  |                                  |                                  |                                  |                                                             |                                                             |                                                             |                                                             |                                                                                          |                                                                                          |                                                                                          |                                                                                          |                                                                                          |                                                                                          |                                                                                     |                                                                                     |                                                                                     |                                                                                     |                                                            |                                                            |                                                            |                                                            |
|                                  |                                  |                                  |                                  | Armenische Version des Eusebius (6.–8. Jahrhundert n. Chr.) | Armenische Version des Eusebius (6.–8. Jahrhundert n. Chr.) | Armenische Version des Eusebius (6.–8. Jahrhundert n. Chr.) | Armenische Version des Eusebius (6.–8. Jahrhundert n. Chr.) | Armenische Version des Eusebius (6.–8. Jahrhundert n. Chr.)                              | Armenische Version des Eusebius (6.–8. Jahrhundert n. Chr.)                              |                                                                                          |                                                                                          | Eusebius von Caesarea Chronicae (4. Jahrhundert n. Chr.) Überliefert von Hieronymus      | Eusebius von Caesarea Chronicae (4. Jahrhundert n. Chr.) Überliefert von Hieronymus      | Eusebius von Caesarea Chronicae (4. Jahrhundert n. Chr.) Überliefert von Hieronymus | Eusebius von Caesarea Chronicae (4. Jahrhundert n. Chr.) Überliefert von Hieronymus | Eusebius von Caesarea Chronicae (4. Jahrhundert n. Chr.) Überliefert von Hieronymus | Eusebius von Caesarea Chronicae (4. Jahrhundert n. Chr.) Überliefert von Hieronymus |                                                            |                                                            |                                                            |                                                            |
|                                  |                                  |                                  |                                  | Armenische Version des Eusebius (6.–8. Jahrhundert n. Chr.) | Armenische Version des Eusebius (6.–8. Jahrhundert n. Chr.) | Armenische Version des Eusebius (6.–8. Jahrhundert n. Chr.) | Armenische Version des Eusebius (6.–8. Jahrhundert n. Chr.) | Armenische Version des Eusebius (6.–8. Jahrhundert n. Chr.)                              | Armenische Version des Eusebius (6.–8. Jahrhundert n. Chr.)                              |                                                                                          |                                                                                          | Eusebius von Caesarea Chronicae (4. Jahrhundert n. Chr.) Überliefert von Hieronymus      | Eusebius von Caesarea Chronicae (4. Jahrhundert n. Chr.) Überliefert von Hieronymus      | Eusebius von Caesarea Chronicae (4. Jahrhundert n. Chr.) Überliefert von Hieronymus | Eusebius von Caesarea Chronicae (4. Jahrhundert n. Chr.) Überliefert von Hieronymus | Eusebius von Caesarea Chronicae (4. Jahrhundert n. Chr.) Überliefert von Hieronymus | Eusebius von Caesarea Chronicae (4. Jahrhundert n. Chr.) Überliefert von Hieronymus |                                                            |                                                            |                                                            |                                                            |

## Überlieferung nach Eusebius (Chronik) (A)

### Hyksos
Die Gesamtregierungslänge der sechs Hyksos-Könige betrug gemäß der Eusebius-Überlieferung 254 Jahre.
| Griechischer Name | Ägyptischer Name | Regierungszeit        | Kommentar von Josephus                        |
| ----------------- | ---------------- | --------------------- | --------------------------------------------- |
| Salatis           | Salitis          | 13 Jahre              | Erster König, der Auaris gründete             |
| Beon              | Beon             | 44 Jahre              | Ein anderer nach Salatis namens Beon          |
| Apachnas          | Apachnas         | 36 Jahre und 7 Monate | Nach ihm (Beon) ein anderer, genannt Apachnas |
| Apophis           | Apopi I.         | 61 Jahre              | Und dann Apophis                              |
| Janias            | Chajan           | 50 Jahre und 1 Monat  |                                               |
| Assis             | Chamudi          | 49 Jahre und 2 Monate | Nach all diesen (Königen) Assis               |

### 17. Dynastie
Für die 17. Dynastie werden keine Regierungsjahre genannt.
| Griechischer Name | Ägyptischer Name | Regierungszeit | Kommentar von Josephus                               |
| ----------------- | ---------------- | -------------- | ---------------------------------------------------- |
| Alisfragmouthosis | Kamose           | Keine Angabe   | Alisfragmouthosis, der König, der die Hyksos dämpfte |

### 18. Dynastie
Die Gesamtregierungslänge der 13 aufgeführten Könige der 18. Dynastie betrug gemäß der Eusebius-Überlieferung 241 Jahre und elf Monate.
| Griechischer Name | Ägyptischer Name | Regierungszeit         | Kommentar von Josephus        |
| ----------------- | ---------------- | ---------------------- | ----------------------------- |
| Thummosis         | Ahmose I.        | 25 Jahre und 4 Monate  | Sohn des Alisfragmouthosis    |
| Chebron           | Thutmosis II.    | 13 Jahre               | Sohn des Thummosis            |
| Amenophis         | Amenophis I.     | 20 Jahre und 7 Monate  | Nach ihm dann Amenophis       |
| Amesses           | Hatschepsut      | 21 Jahre und 9 Monate  | Schwester des Amenophis       |
| Mephres           | Thutmosis I.     | 12 Jahre und 9 Monate  | Sohn der Amesses              |
| Mephramouthosis   | Thutmosis III.   | 25 Jahre und 10 Monate | Sohn des Mephres              |
| Tethmosis         | Thutmosis IV.    | 9 Jahre und 8 Monate   | Sohn des Mephramouthosis      |
| Amenophis         | Amenophis II.    | 30 Jahre und 10 Monate | Sohn des Thmoses              |
| Orus              | Amenophis III.   | 36 Jahre und 5 Monate  | Sohn des Amenophis            |
| Acencheres        | Nofretete        | 12 Jahre und 1 Monat   | Tochter des Oros              |
| Rhatotis          | Echnaton         | 9 Jahre                | Bruder der Acencheres         |
| Acencheres        | Tutanchamun      | 12 Jahre und 5 Monate  | Sohn des Rhatotis             |
| Acencheres        | Semenchkare      | 12 Jahre und 3 Monate  | Danach ein anderer Acencheres |

### 19. Dynastie
Die Gesamtregierungslänge für die 19. Dynastie kann nicht ermittelt werden, da nur einige Könige genannt werden.
| Griechischer Name     | Ägyptischer Name | Regierungszeit        | Kommentar von Josephus |
| --------------------- | ---------------- | --------------------- | --- |
| Armais                | Haremhab         | 4 Jahre und 1 Monat   | Nach Acencheres kam Armais |
| Ramesses              | Ramses I.        | 1 Jahr und 4 Monate   | Er kam nach Armais |
| Armesses Miammoun     | Ramses II.       | 66 Jahre und 2 Monate | Nach Ramesses kam Armesses Miammoun |
| Amenophis             | Merenptah        | 19 Jahre und 6 Monate | Nach Armesses Miammoun kam Amenophis |
| Sethosis und Ramesses | ???              | keine Angabe          | Nach ihm kamen Sethosis und Ramesses, zwei Brüder, so erzählt man sich einerseits. Später tötete Sethosis (seinen Bruder) Ramesses und ernannte eine andere Person zum Vizekönig Ägyptens. Aber es wird auch eine andere Geschichte erzählt. |

## Armenische Version des Eusebius (B)

### Hyksos
Die Gesamtregierungslänge der sechs Hyksos-Könige betrug gemäß der armenischen Eusebius-Überlieferung 260 Jahre.
| Griechischer Name | Ägyptischer Name | Regierungszeit        | Kommentar von Josephus                |
| ----------------- | ---------------- | --------------------- | ------------------------------------- |
| Salitis           | Salitis          | 19 Jahre              | Erster König, der Auaris neu aufbaute |
| Beon              | Beon             | 44 Jahre              | Ein anderer namens Beon               |
| Apachnas          | Apachnas         | 36 Jahre und 7 Monate | Nach ihm (Beon) ein anderer, Apachnas |
| Apophis           | Apopi I.         | 61 Jahre              | Und dann Apophis                      |
| Iannas            | Chajan           | 50 Jahre und 1 Monat  |                                       |
| Assis             | Chamudi          | 49 Jahre und 2 Monate | Und zum Schluss Assis                 |

### 18. Dynastie
Die Gesamtregierungslänge der 13 aufgeführten Könige der 18. Dynastie betrug gemäß der armenischen Eusebius-Überlieferung 241 Jahre und elf Monate.
| Griechischer Name | Ägyptischer Name | Regierungszeit         | Kommentar von Josephus                                                                                   |
| ----------------- | ---------------- | ---------------------- | --- |
| Tethmoses         | Ahmose I.        | 25 Jahre und 4 Monate  | Tehtmoses, der König, der die Hyksos vertrieben hatte, herrschte nach deren Auszug 25 Jahre und 4 Monate |
| Chebron           | Thutmosis II.    | 13 Jahre               | Sohn des Tethmoses                                                                                       |
| Amenophis         | Amenophis I.     | 20 Jahre und 7 Monate  | Nach ihm dann Amenophis                                                                                  |
| Amesses           | Hatschepsut      | 21 Jahre und 9 Monate  | Schwester des Amenophis                                                                                  |
| Mephres           | Thutmosis I.     | 12 Jahre und 9 Monate  | Sohn der Amesses                                                                                         |
| Mephramouthosis   | Thutmosis III.   | 25 Jahre und 10 Monate | Sohn des Mephres                                                                                         |
| Thmoses           | Thutmosis IV.    | 9 Jahre und 8 Monate   | Sohn des Mephramouthosis                                                                                 |
| Amenophis         | Amenophis II.    | 30 Jahre und 10 Monate | Sohn des Thmoses                                                                                         |
| Oros              | Amenophis III.   | 36 Jahre und 5 Monate  | Sohn des Amenophis                                                                                       |
| Akencheres        | Nofretete        | 12 Jahre und 1 Monat   | Tochter des Oros                                                                                         |
| Rhatotis          | Echnaton         | 9 Jahre                | Bruder der Akencheres                                                                                    |
| Akencheres I.     | Tutanchamun      | 12 Jahre und 5 Monate  | Sohn des Rhatotis                                                                                        |
| Akencheres II.    | Semenchkare      | 12 Jahre und 3 Monate  | Sohn des Akencheres I.                                                                                   |

### 19. Dynastie
Die Gesamtregierungslänge für die 19. Dynastie kann nicht ermittelt werden, da nur einige Könige genannt werden.
| Griechischer Name | Ägyptischer Name | Regierungszeit        | Kommentar von Josephus |
| ----------------- | ---------------- | --------------------- | --- |
| Harmais           | Haremhab         | 4 Jahre und 1 Monat   | Sohn des Akencheres II. |
| Rhamesses         | Ramses I.        | 1 Jahr und 4 Monate   | Sohn des Harmais |
| Rhamesses Miamoun | Ramses II.       | 66 Jahre und 2 Monate | Sohn des Rhamesses |
| Amenophis         | Merenptah        | 19 Jahre und 6 Monate | Sohn des Rhamesses Miamoun |
| Sethos            | ???              | (mind. 60 Jahre)      | Sohn des Amenophis, auch genannt Rhamesses, Bruder des Harmais. Dieser König ernannte Harmais zum Vizekönig und sandte ihn zu einer Expedition nach Zypern und Phönizien, später gegen die Assyrer und Meder. Auch unterwarf er mit Kühnheit die Städte und Länder des Ostens. Nach einer längeren Zeit seines auswärtigen Aufenthaltes handelte er gegen die Weisung seines Bruders und revoltierte gegen ihn. Sethos eilte nach Pelusium, um sein Land wieder an sich zu nehmen, das nach ihm benannt wurde. Und so wird gesagt, dass Sethos auch Aegyptus hieß und sein Bruder Harmais Danaos genannt wurde. |

### Bewertungen des Josephus über Manethos Chronologie
In seinem Werk „Contra Apionem“ bewertete Josephus im ersten Buch abschließend Manethos Aussagen dahingehend, dass es sich bei den Hyksos explizit nur um die „jüdischen Hirtenkönige“ handeln könne:

„Das ist Manethos Bericht. Offensichtlich ist aber, wenn man aus den genannten Jahresangaben die Zeit errechnet, dass die sogenannten Hirten, unsere Vorfahren, nachdem sie sich aus Ägypten abgesetzt hatten, dieses unser Land besiedelt haben, 393 Jahre früher, als Danaos in Argos ankam...Zwei Dinge also, zwei sehr wichtige, hat uns Manetho bezeugt aus dem altägyptischen Schrifttum: Erstens, dass wir von anderswo nach Ägypten einwanderten und zweitens, dass der Weggang den Geschehnissen um Troja doch wohl nahezu um 1.000 Jahre vorausgeht. Hinsichtlich dessen aber, was Manetho nicht aus dem ägyptischen Schrifttum, sondern – wie er selbst zugibt – aus dem herrenlosen Mythengut beigefügt hat, werde ich später den Gegenbeweis führen, indem ich im Detail die Unglaubwürdigkeit seiner Fabeleien aufzeige.“

Der Begriff „Hirtenkönige“ ist in der altägyptischen Sprache unbekannt. Die griechische Bezeichnung „Hyksos“ leitet sich von der altägyptischen Betitelung „Heqa-chaset/Heqa-chasut“ ab, was „Herrscher der Fremdländer“ bedeutet. Später kommt Josephus im zweiten Buch von „Contra Apionem“ nochmals auf den Auszug aus Ägypten zu sprechen und überträgt seine Schlussfolgerungen auf Manetho:

„Manetho sagt nämlich, dass der jüdische Abzug unter der Königsherrschaft des Tetmose 393 Jahre vor der Flucht des Danaos nach Argos stattfand. Lysimachos aber sagte, unter Bokchoris (719–714 v. Chr.), das heißt, vor 1.700 Jahren; Molon aber und gewisse andere Personen, so wie es ihnen gut dünkte. Doch der von allen Verlässlichste, Apion, hat den Exodus genau festgelegt auf die siebte Olympiade, und zwar auf deren erstes Jahr (752 v. Chr.), in welchem nach seiner Angabe die Phönizier Karthago gründeten.“